# Carahue
Carahue é uma comuna do Chile, da Província de Cautín na IX Região de Araucanía.
A comuna limita-se: a oeste com o Oceano Pacífico; a sul com Saavedra e Teodoro Schmidt; a leste com Nueva Imperial; a norte com Lumaco e Tirúa, na Região de Biobío.

## História
A primeira ocupação da atual cidade de Carahue data de 1552, quando foi fundada com o mome de La Imperial, contudo foi abandonada em 1600, após conflitos com os nativos. Nova ocupação ocorreu a partir de 1882.